# Jiří Němec (labdarúgó)
Jiří Němec (Pacov, 1966. május 15. –) cseh válogatott labdarúgó.

## Sikerei, díjai
Dukla Praha
- Csehszlovák kupagyőztes: 1989–1990

Sparta Praha
- Csehszlovák bajnok: 1990–1991, 1992–1993
- Csehszlovák kupagyőztes: 1991–1992
- Gambrinus Liga: 2002–2003

Schalke 04
- Német kupagyőztes: 2000–2001, 2001–2002
- UEFA-kupa: 1996–1997
- Gambrinus Liga: 2002–2003

Csehország
- Európa-bajnokság ezüstérem: 1996

## Fordítás
Ez a szócikk részben vagy egészben  a   Jiří Němec című angol Wikipédia-szócikk fordításán alapul.  Az eredeti cikk szerkesztőit annak laptörténete sorolja fel. Ez a jelzés csupán a megfogalmazás eredetét és a szerzői jogokat jelzi, nem szolgál a cikkben szereplő információk forrásmegjelöléseként.